# RIZIN.29
Yogibo presents RIZIN.29（ヨギボー・プレゼンツ・ライジン・トゥエンティナイン）は、日本の総合格闘技団体「RIZIN」の大会の一つ。
2021年6月27日に大阪府大阪市大阪市中央体育館（丸善インテックアリーナ大阪）で開催された。

## 概要
「RIZIN FIGHTING JAPAN GRAND-PRIX 2021 バンタム級トーナメント」の1回戦4試合が行われた他に、「BODYMAKER presents RIZIN KICK ONE NIGHT TOUNAMENT」としてキックボクシングルールでの4人によるワンデートーナメント（61.0kg契約）が行われ、白鳥大珠が優勝を果たした。

## 対戦カード
第1試合 キックボクシングルール 63.0kg契約ワンマッチ 3分3R
△  山畑雄摩 vs.  高橋聖人 △
3R終了 判定0-1（ドロー）
第2試合 キックボクシングルール 56.0kg契約ワンマッチ 3分3R
○  植山征紀 vs.  泉丈成 ×
2R 0:55 TKO（3ノックダウン）
第3試合 キックボクシングルール 52.0kg契約ワンマッチ 3分3R 肘あり
○  吉成名高 vs.  誓 ×
1R終了時 TKO ドクターストップ（鼻骨折の疑い）
第4試合 RIZIN KICK ONE NIGHT TOUNAMENT 1回戦 3分3R
－  皇治 vs.  梅野源治 －
1R 0:43 ノーコンテスト（偶発性のバッティングにより梅野が負傷）
※皇治がワンナイトトーナメント決勝進出。
第5試合 RIZIN KICK ONE NIGHT TOUNAMENT 1回戦 3分3R
○  白鳥大珠 vs.  高橋亮 ×
1R 1:38 KO（スタンドパンチ）
※白鳥がワンナイトトーナメント決勝進出。
第6試合 MMAルール 66.0kg契約ワンマッチ 5分3R
○  白川陸斗 vs.  青井人 ×
3R終了 判定 3-0
第7試合 MMAルール 71.0kg契約ワンマッチ 5分3R
○  矢地祐介 vs.  川名TENCHO雄生 ×
3R終了 判定 3-0
第8試合 RIZIN FIGHTING JAPAN GP 2021 BANTAM WEIGHT TOUNAMENT 1回戦 5分3R
×  倉本一真 vs.  アラン“ヒロ”ヤマニハ ○
3R終了 判定 0-3
※ヤマニハがバンタム級トーナメント2回戦進出。
第9試合 RIZIN FIGHTING JAPAN GP 2021 BANTAM WEIGHT TOUNAMENT 1回戦 5分3R
○  瀧澤謙太 vs.  今成正和 ×
3R終了 判定 3-0
※瀧澤がバンタム級トーナメント2回戦進出。
第10試合 RIZIN FIGHTING JAPAN GP 2021 BANTAM WEIGHT TOUNAMENT 1回戦 5分3R
○  大塚隆史 vs.  獅庵 ×
3R終了 判定 3-0
※大塚がバンタム級トーナメント2回戦進出。
第11試合 RIZIN FIGHTING JAPAN GP 2021 BANTAM WEIGHT TOUNAMENT 1回戦 5分3R
○  金太郎 vs.  伊藤空也 ×
3R終了 判定 3-0
※金太郎がバンタム級トーナメント2回戦進出。
第12試合 RIZIN KICK ONE NIGHT TOUNAMENT 決勝戦
×  皇治 vs.  白鳥大珠 ○
3R終了　判定0-3
※白鳥がワンナイトトーナメント優勝。

### カード変更
急病などによるカード変更は以下の通り。
・中村優作 vs. 北方大地→北方が試合当日に体調不良によるドクターストップで中止。

## KICK ワンナイトトーナメント 組み合わせ表
|  | 1回戦 RIZIN KICK ワンナイトトーナメント | 1回戦 RIZIN KICK ワンナイトトーナメント |         |  | 決勝 RIZIN KICK ワンナイトトーナメント | 決勝 RIZIN KICK ワンナイトトーナメント |
|  |                                         |                                         |         |  |                                        |                                        |
|  |                                         |                                         |         |  |                                        |                                        |
|  | 皇治                                    | 1R 0:43                                 |         |  |                                        |                                        |
|  | 梅野源治                                | NC                                      |         |  |                                        |                                        |
|  |                                         |                                         |         |  |                                        |                                        |
|  | 皇治                                    | 3R終了                                  |         |  |                                        |                                        |
|  |                                         | 白鳥大珠                                | 判定3-0 |  |                                        |                                        |
|  |                                         |                                         |         |  |                                        |                                        |
|  | 白鳥大珠                                | 1R 1:38                                 |         |  |                                        |                                        |
|  | 高橋亮                                  | KO                                      |         |  |                                        |                                        |

※第4試合1回戦はノーコンテストも、梅野の負傷により皇治が決勝に出場。